# 安永 (自動車部品)
株式会社安永（やすなが、英: YASUNAGA CORPORATION）は、三重県伊賀市に本社を置く、シリンダーブロックなどのエンジン部品やNC機など工作機、検査測定装置を製造・販売するメーカー。

## 主力製品・事業
自動車エンジン部品
- コンロッド
- シリンダーヘッド
- シリンダーブロック

工作機械
- MQL（Minimum Quantity
- ラッピングマシン

二次電池

## 主要事業所
- 本社、本社工場 - 三重県伊賀市緑ヶ丘中町3860
- 名張工場 - 三重県名張市箕曲中村920
- 西明寺工場 - 三重県伊賀市西明寺2782-1
- キャスティング工場 - 三重県伊賀市西明寺2260
- ゆめぽりす工場 - 三重県伊賀市ゆめが丘七丁目3番3

## 沿革
- 1923年 - 安永鉄工所を創業。農機具等の製造・修理に着手。
- 1949年 - 株式会社安永鉄工所を設立。
- 1953年 - 銑鉄鋳物の生産開始。
- 1959年 - 農産機エンジン部品の生産開始。
- 1963年 - 自動車エンジン部品の生産開始。
- 1988年 - 「株式会社安永鉄工所」から「株式会社安永」に商号を変更
- 1996年 - 大阪証券取引所市場第2部へ上場。
- 2013年 - 大阪証券取引所と東京証券取引所の現物株市場統合に伴い、東京証券取引所第2部に上場。
- 2014年 - 東京証券取引所第1部に指定替え。安永シンガポール株式会社を解散。
- 2015年 - 監査役会設置会社から監査等委員会設置会社へ移行。メキシコに子会社「安永メキシコ株式会社」を設立。
- 2017年 - GM「2016年サプライヤー・オブ・ザ・イヤー」を受賞。
- 2023年 - 東京証券取引所スタンダード市場へ市場変更。

## 主要関係会社

### 国内グループ企業
- 安永エアポンプ株式会社
- 安永運輸株式会社
- 安永総合サービス株式会社
- 安永クリーンテック株式会社

### 海外グループ企業
- PT.YASUNAGA INDONESIA
- 上海安永精密切割機有限公司
- 山東安永精密機械有限公司
- Yasunaga Corp. America
- 韓国安永株式会社
- YASUNAGA（THAILAND）CO., LTD.
- YASUNAGA MEXICO S.A. DE C.V.